# Diff'rent Strokes
Diff’rent Strokes is een Amerikaanse sitcom die liep op de zender NBC van 3 november 1978 tot 4 mei 1985 en op ABC van 27 september 1985 tot 7 maart 1986.

## Hoofdrollen
De oorspronkelijke titel van de show was aanvankelijk 45 Minutes From Harlem. De hoofdrolspelers waren Gary Coleman, die Arnold Jackson speelde, en Todd Bridges, die zijn oudere broer Willis speelde. Ze waren twee Afro-Amerikaanse kinderen uit een arme wijk in Harlem. Hun moeder was overleden en zij werkte voor de rijke blanke weduwnaar, Philip Drummond (Conrad Bain), die hen uiteindelijk adopteerde. Ze woonden in het penthouse van meneer Drummond, op Park Avenue samen met zijn dochter Kimberly (Dana Plato) en de meid.
Er waren drie meiden tijdens de show: Edna Garrett (Charlotte Rae), Adelaide Brubaker (Nedra Volz) en Pearl Gallagher (Mary Jo Catlett).
Arnold gebruikte vaak de populaire catchphrase "What'choo talkin' 'bout, Willis?" Deze zin varieerde ook vaak als hij tegen iemand anders sprak.
In het eerste seizoen verscheen Charlotte Rae in elke episode als Edna Garrett, maar zij verliet de serie tijdens het tweede seizoen om dezelfde rol te spelen in haar eigen spin-off The Facts of Life. Vanaf de zestiende aflevering in seizoen nam Nedra Volz de rol over als nieuwe meid, Adelaide Brubaker. Zij was echter niet in elke aflevering te zien.
In het vijfde seizoen vertolkte Mary Jo Catlett de rol van Pearl Gallagher, de derde en laatste meid. Zij verscheen in bijna elke aflevering tot het laatste seizoen. Tijdens het zesde seizoen werd Dana Plato zwanger en vroeg aan de producers om haar zwangerschap in de serie te verwerken. Aanvankelijk stemden ze hiermee in, maar later bedachten ze zich en dit leidde tot het ontslag van Plato. Haar personage Kimberly werd uit de serie geschreven en zij ging enkele jaren studeren in Parijs. Zij maakte in de laatste twee seizoenen wel nog enkele gastoptredens.
Enkel in de eerste drie seizoenen stond de serie in de top 30 van de kijkcijfers en rond het vertrek van Plato begonnen de kijkcijfers nog meer te dalen. Daardoor werden er enkele nieuwe personages toegevoegd om zo meer verhaallijn te creëren. Dixie Carter werd de pas gescheiden aerobics-instructrice Margaret "Maggie" McKinney en Danny Cooksey haar zoon Sam. De McKinneys maakten hun debuut in februari 1984 tijdens een reis naar Florida. Philip en Maggie werden verliefd op elkaar en trouwden aan het einde van het zesde seizoen. Enkele personages uit het verleden zoals de vorige meiden doken op om het huwelijk bij te wonen.
Vanaf het zevende seizoen verschenen Carter en Cooksey ook bij de namen bij de aanvang van de show. De kijkcijfers stegen echter niet zoals NBC had gehoopt en Carter verliet de serie aan het einde van het zevende seizoen. In de lente van 1985 besloot de NBC om met de serie te stoppen vanwege de kijkcijfers. Maar concurrerende zender ABC reanimeerde de reeks en ging er nog één seizoen mee verder. Carter was weg, maar haar personage Maggie bleef en Mary Ann Mobley nam de rol over. De ABC zond de serie uit op vrijdagavond. Na 19 afleveringen werd de serie stopgezet.

## Bijrollen
Buiten het gezin Drummond waren er door de jaren heen een aantal bijrollen. Tijdens het vierde seizoen vertolkte Dody Goodman de rol van tante Sophia, de zuster van Philip. Zij probeerde Philip te koppelen zodat hij opnieuw zou trouwen, maar geen enkele relatie lukte. Dat seizoen dook ook Dudley Ramsey (Shavar Ross) op als de nieuwe beste vriend van Arnold. Ted Ramsey (Le Tari) speelde zijn vader, maar kwam slechts sporadisch aan bod.
In het vierde seizoen speelde Janet Jackson de vaste vriendin van Willis, Charlene DuPrey. Ze behoorde enkel tot de regelmatige cast in het vierde seizoen, maar bleef op sporadische basis opduiken tot het einde van het zesde seizoen toen Charlene en Willis uit elkaar gingen.

## Rolverdeling
- Conrad Bain - Phillip Drummond
- Gary Coleman - Arnold Jackson
- Todd Bridges - Willis Jackson
- Dana Plato - Kimberly Drummond (1978-1984)
- Charlotte Rae - Edna Garrett (1978-1979)
- Nedra Volz - Adelaide Brubaker (1980-1982)
- Dody Goodman - Aunt Sophia (1981-1982)
- Shavar Ross - Dudley Ramsey (1981-1986)
- Le Tari - Mr. Ted Ramsey (1981-1985)
- Janet Jackson - Charlene DuPrey (1981-1982)
- Mary Jo Catlett - Pearl Gallagher (1982-1986)
- Rosalind Chao - Miss Chung (1982-1983)
- Steven Mond - Robbie Jason (1982-1983)
- Nikki Swasey - Lisa Hayes (1982-1986)
- Dixie Carter - Maggie McKinney Drummond #1 (1984-1985)
- Mary Ann Mobley - Maggie McKinney Drummond #2 (1985-1986)
- Danny Cooksey - Sam McKinney (1984-1986)
- Jason Hervey - Charlie (1985-1986)